# Foglia di fico

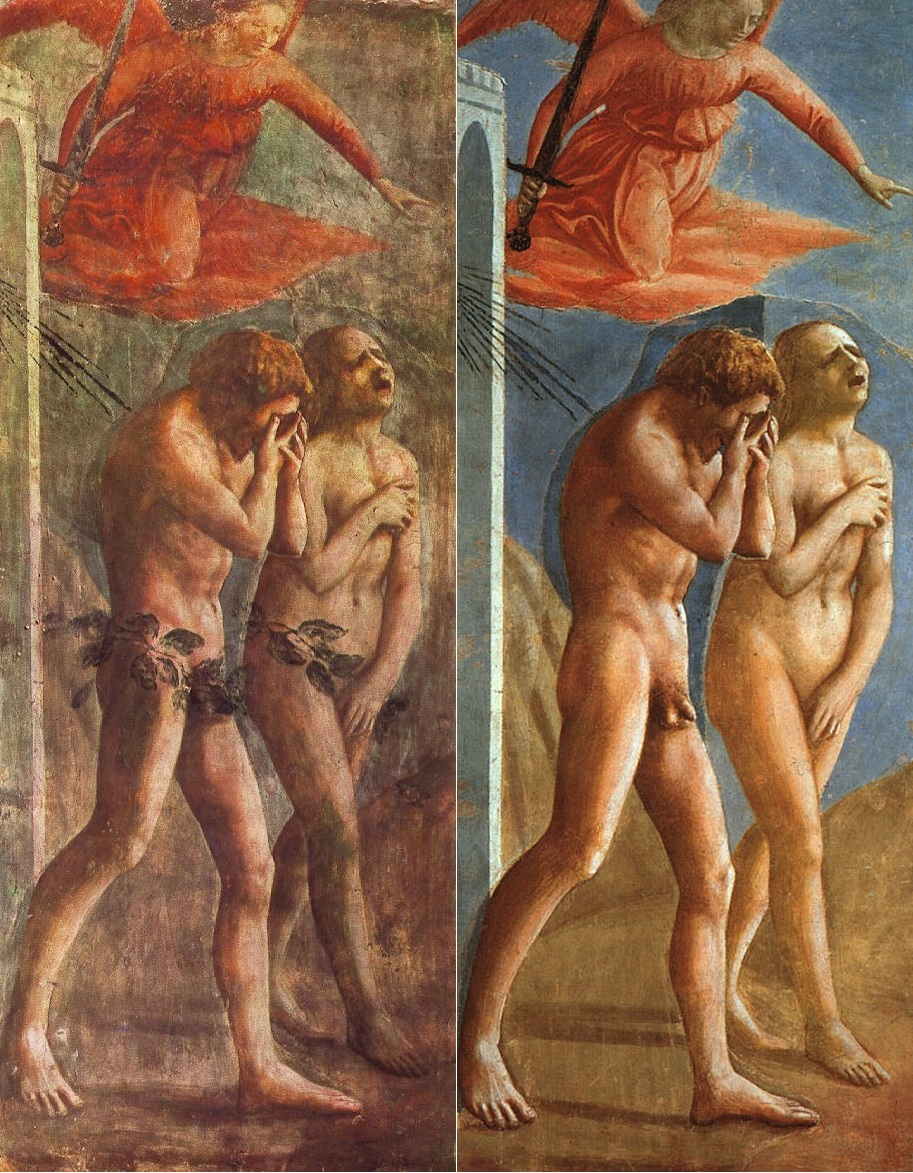
Masaccio, Cacciata di Adamo ed Eva dal Paradiso terrestre (1425). A sinistra, la versione ottenuta dopo l'intervento di copertura dei genitali delle figure (1680). A destra, l'intervento di restauro del 1980 ha eliminato le coperture ripristinando lo stato originale.

Foglia di fico è un'espressione che deriva dalla Bibbia, libro della Genesi, dove si dice che Adamo ed Eva, scacciati dal Paradiso terrestre, usarono una foglia di fico per coprirsi gli organi genitali, la cui nudità, dopo aver mangiato il frutto dell'Albero della conoscenza del bene e del male, era divenuta fonte di vergogna. Nella storia dell'arte, le rappresentazioni bibliche hanno comunque raffigurato foglie di molte specie di piante.
L'espressione viene usata anche a mo' di metafora per indicare l'intenzione di celare, alla bell'e meglio, un'azione disonesta, fingendo di fare una cosa, ma facendone in realtà un'altra molto diversa da quella che si vuol far credere di stare facendo.